# Světový pohár v běhu na lyžích 1989/1990
Světový pohár v běhu na lyžích 1989/90 byl devátým ročníkem Světového poháru v běhu na lyžích pod záštitou Mezinárodní lyžařské federace (FIS). Muži i ženy odjeli celkem 11 individuálních závodů, k tomu muži 5 štafet, ženy dokonce 6 štafet. Celkovými vítězi se stali Nor Vegard Ulvang a Ruska Larisa Lazutinová.

## Výsledky závodů

### Muži
| No. | Datum             | Místo          | Závod               | Vítěz             | 2. místo          | 3. místo           | Ref. |
| 1   | 9. prosinec 1989  | Salt Lake City | 15 km K             | Bjørn Dæhlie      | Vegard Ulvang     | Jochen Behle       |      |
| 2   | 16. prosinec 1989 | Calgary        | 15 km V             | Christer Majbäck  | Bjørn Dæhlie      | Markus Gandler     |      |
| 3   | 17. prosinec 1989 | Calgary        | 50 km K             | Jochen Behle      | Igor Badamšin     | Maurilio De Zolt   |      |
| 4   | 13. leden 1990    | Moskva         | 30 km V             | Gunde Svan        | Vegard Ulvang     | Torgny Mogren      |      |
| 5   | 17. únor 1990     | Campra         | 15 km V             | Bjørn Dæhlie      | Vegard Ulvang     | Torgny Mogren      |      |
| 6   | 21. únor 1990     | Val di Fiemme  | 30 km K             | Gunde Svan        | Vegard Ulvang     | Bjørn Dæhlie       |      |
| 7   | 25. únor 1990     | Reit im Winkl  | 30 km V             | Vladimir Smirnov  | Torgny Mogren     | Jochen Behle       |      |
| 8   | 3. březen 1990    | Lahti          | 30 km stíhací závod | Bjørn Dæhlie      | Vegard Ulvang     | Lars Håland        |      |
| 9   | 6. březen 1990    | Trondheim      | 15 km K             | Alexej Prokurorov | Gunde Svan        | Christer Majbäck   |      |
| 10  | 10. březen 1990   | Örnsköldsvik   | 30 km K             | Terje Langli      | Harri Kirvesniemi | Vladimir Smirnov   |      |
| 11  | 17. březen 1990   | Vang           | 50 km V             | Gunde Svan        | Torgny Mogren     | Alfred Runggaldier |      |

### Ženy
| No. | Datum             | Místo          | Závod                  | Vítěz                | 2. místo             | 3. místo             | Ref. |
| 1   | 9. prosinec 1989  | Salt Lake City | 5 km K                 | Jaana Savolainen     | Tuulikki Pyykkonen   | Světlana Nagejkinová |      |
| 2   | 10. prosinec 1989 | Salt Lake City | 15 km V                | Stefania Belmondová  | Larisa Lazutinová    | Jelena Välbeová      |      |
| 3   | 15. prosinec 1989 | Thunder Bay    | 15 km K                | Larisa Lazutinová    | Trude Dybendahlová   | Světlana Nagejkinová |      |
| 4   | 14. leden 1990    | Moskva         | 30 km V                | Trude Dybendahlová   | Raisa Smetaninová    | Larisa Lazutinová    |      |
| 5   | 18. únor 1990     | Pontresina     | 15 km V                | Manuela Di Centaová  | Jelena Välbeová      | Larisa Lazutinová    |      |
| 6   | 20. únor 1990     | Val di Fiemme  | 10 km V                | Jelena Välbeová      | Ljubov Jegorovová    | Světlana Nagejkinová |      |
| 7   | 25. únor 1990     | Bohinj         | 10 km K                | Světlana Nagejkinová | Ljubov Jegorovová    | Trude Dybendahlová   |      |
| 8   | 2. březen 1990    | Lahti          | 5 km V                 | Jelena Välbeová      | Světlana Nagejkinová | Larisa Lazutinová    |      |
| 9   | 7. březen 1990    | Sollefteå      | 30 km V                | Manuela Di Centaová  | Gabriele Hess        | Jelena Välbeová      |      |
| 10  | 10. březen 1990   | Örnsköldsvik   | 10 km K                | Trude Dybendahlová   | Manuela Di Centaová  | Larisa Lazutinová    |      |
| 11  | 17. březen 1990   | Vang           | 10+10 km stíhací závod | Trude Dybendahlová   | Larisa Lazutinová    | Ljubov Jegorovová    |      |

### Týmové závody
| Datum             | Místo          | Závod     | Vítěz                                                                              | 2. místo                                                                        | 3. místo                                                                  | Složení | Ref. |
| 10. prosinec 1989 | Salt Lake City | 4×10 km   | -                                                                                  | -                                                                               | -                                                                         | muži    | -    |
| 17. prosinec 1989 | Thunder Bay    | 4×5 km    | -                                                                                  | -                                                                               | -                                                                         | ženy    | -    |
| 14. leden 1990    | Moskva         | 4×5 km    | -                                                                                  | -                                                                               | -                                                                         | ženy    | -    |
| 22. únor 1990     | Val di Fiemme  | 4×10 km   | -                                                                                  | -                                                                               | -                                                                         | muži    | -    |
| 22. únor 1990     | Val di Fiemme  | 4×5 km    | -                                                                                  | -                                                                               | -                                                                         | ženy    | -    |
| 24. únor 1990     | Bohinj         | 4×5 km    | -                                                                                  | -                                                                               | -                                                                         | ženy    | -    |
| 1. březen 1990    | Lahti          | 4×10 km V | Itálie Silvio Fauner Maurilio De Zolt Giorgio Vanzetta Alfred Runggaldier          | SSSR Igor Badamšin Alexej Prokurorov Michail Botvinov> Vladimir Smirnov         | Švédsko Henrik Forsberg Jan Ottosson Torgny Mogren Lars Håland            | muži    |      |
| 4. březen 1990    | Lahti          | 4×5 km V  | Norsko Solveig Pedersenová Inger Helene Nybråten Anne Jahrenová Trude Dybendahlová | SSSR Světlana Nagejkinová Raisa Smetaninová Ljubov Jegorovová Larisa Lazutinová | Finsko Pirkko Määttä Erja Kuivalainen Eija Hyytiäinen Tuulikki Pyykkönen  | ženy    |      |
| 11. březen 1990   | Örnsköldsvik   | 4×5 km    | SSSR Ljubov Jegorovová Larisa Lazutinová Tamara Tichonovová Jelena Välbeová        | Norsko Solveig Pedersenová Inger Helene Nybråten Inger Lise Hegge Elin Nilsen   | Finsko Tuulikki Pyykkönen Pirkko Määttä Erja Kuivalainen Jaana Savolainen | ženy    |      |
| 11. březen 1990   | Örnsköldsvik   | 4×10 km   | Švédsko Jan Ottosson Christer Majbäck Henrik Forsberg Torgny Mogren                | Norsko Øyvind Skaanes Sture Sivertsen Vegard Ulvang Terje Langli                | Československo Luboš Buchta Ladislav Švanda Radim Nyč Václav Korunka      | muži    |      |
| 16. březen 1990   | Vang           | 4×10 km   | Norsko Åge Skinstad Terje Langli Vegard Ulvang Øyvind Skaanes                      | Švédsko Torgny Mogren Lars Håland Christer Majbäck Henrik Forsberg              | SSSR Igor Badamšin Alexandr Golubjov Michail Botvinov Vladimir Smirnov    | muži    |      |

## Celkové pořadí
| Umístění | Lyžař            | Země            | Body |
| -------- | ---------------- | --------------- | ---- |
| 1.       | Vegard Ulvang    | Norsko          | 145  |
| 2.       | Gunde Svan       | Švédsko         | 144  |
| 3.       | Bjørn Dæhlie     | Norsko          | 118  |
| 4.       | Jochen Behle     | Západní Německo | 88   |
| 5.       | Christer Majbäck | Švédsko         | 86   |
| 6.       | Torgny Mogren    | Švédsko         | 76   |
| 7.       | Vladimir Smirnov | Sovětský svaz   | 74   |
| 8.       | Terje Langli     | Norsko          | 52   |
| 9.       | Jan Ottosson     | Švédsko         | 48   |
| 10.      | Lars Håland      | Švédsko         | 43   |

| Umístění | Lyžařka              | Země          | Body |
| -------- | -------------------- | ------------- | ---- |
| 1.       | Larisa Lazutinová    | Sovětský svaz | 146  |
| 2.       | Jelena Välbeová      | Sovětský svaz | 137  |
| 3.       | Trude Dybendahlová   | Norsko        | 136  |
| 4.       | Světlana Nagejkinová | Sovětský svaz | 134  |
| 5.       | Manuela Di Centaová  | Itálie        | 126  |
| 6.       | Ljubov Jegorovová    | Sovětský svaz | 94   |
| 7.       | Tamara Tichonovová   | Sovětský svaz | 76   |
| 8.       | Stefania Belmondová  | Itálie        | 66   |
| 9.       | Jaana Savolainen     | Finsko        | 52   |
| 10.      | Tuulikki Pyykkönen   | Finsko        | 47   |